# 八ヶ岳高原海ノ口自然郷
座標: 北緯35度59分15秒 東経138度26分30秒 / 北緯35.98750度 東経138.44167度
八ヶ岳高原海ノ口自然郷（やつがたけこうげんうみのくちしぜんごう）は、八ヶ岳の東側裾野に広がる自然景勝地・高原リゾート。標高約1,500メートルに八ヶ岳高原ロッジ、八ヶ岳高原ヒュッテ、八ヶ岳高原音楽堂と別荘地を管理する。所在地は長野県南佐久郡南牧村大字海の口。一帯の管理、別荘販売及びロッジの運営等はフォートレス・インベストメント・グループの完全子会社であるそごう・西武の子会社株式会社八ヶ岳高原ロッジが担う。

## 概要

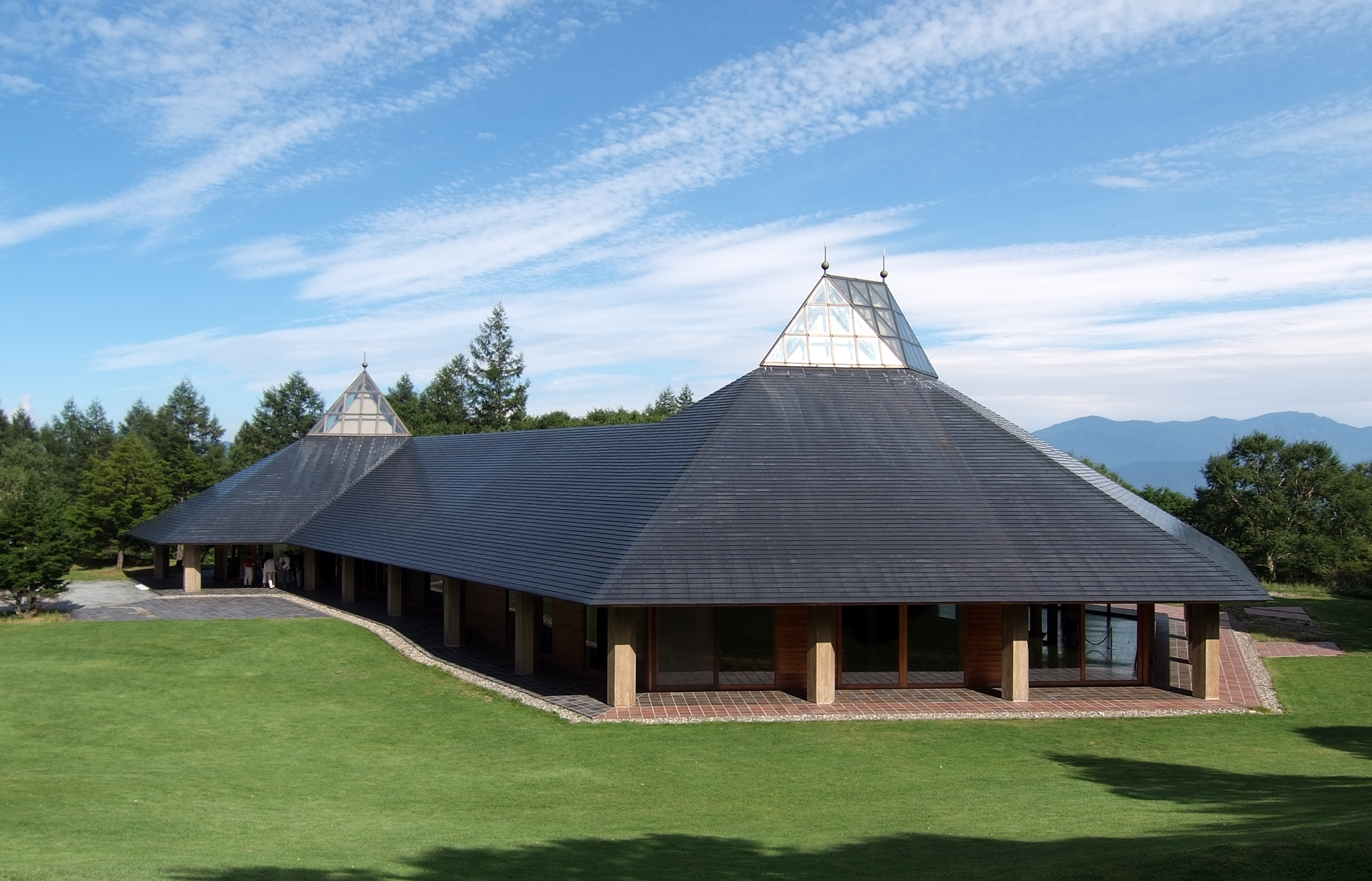
八ヶ岳高原音楽堂

元はセゾン系の西洋環境開発が西武セゾングループ破綻まで管理していたリゾート開発地で、1963年に八ヶ岳の裾野に広がる荒れ果てた牧場跡地に樹木を植え、整地するところから始まる。セゾングループ解体後はセゾングループの中核だった西武百貨店（ミレニアムリテイリング傘下）に引き継がれ、2006年にセブン＆アイグループ入りしたミレニアムリテイリング・西武百貨店・そごうが2009年に合併して誕生したそごう・西武が保有しており、別荘地は「西武・そごうの別荘地」と銘打たれ、株式会社八ヶ岳高原ロッジの東京事務所も西武池袋本店内に置かれているほか、別荘や宿泊施設の案内所も西武池袋本店とそごう横浜店にある。
1968年には元侯爵の徳川義親の東京都目白の邸宅をこの地に移築し、これが現在の八ヶ岳高原ヒュッテとなる。
やがて八ヶ岳高原ヒュッテは1976年にTBS系テレビドラマ「高原へいらっしゃい」（田宮二郎・由美かおる主演）の舞台となった。その後小さい宿舎が手狭となり、八ヶ岳高原ロッジが建設され、現在ではスイートルームを含む68室が用意されている。また、八ヶ岳高原ヒュッテはリメイク版「高原へいらっしゃい」（佐藤浩市・井川遥主演）でも再登場する。また、殆ど知られていないが、岡崎律子が楽曲『A HAPPY LIFE』のプロモーション撮影を行なった場所でもある。なお、八ヶ岳高原ヒュッテは現在は宿泊施設としては使用されておらず、ゴールデンウィークや夏休み、イベントを中心にレストランが開放されている。宿泊施設として機能しているのは八ヶ岳高原ロッジである。
八ヶ岳高原音楽堂はこの八ヶ岳高原ロッジのロビーで始まったサロンコンサートの延長で1988年にピアニスト・スヴャトスラフ・リヒテルと武満徹をアドバイザーに迎え、本格的なコンサート会場の誕生となった。スメタナ弦楽四重奏団、黒沼ユリ子、武満徹などの音楽家がこの八ヶ岳の自然に囲まれながら演奏し、近年では野村万作の狂言等、クラシック音楽以外の公演も行われている。
雪上トレッキングコースではクロスカントリースキーやスノーシューが楽しめる。